# Bailly (cráter)

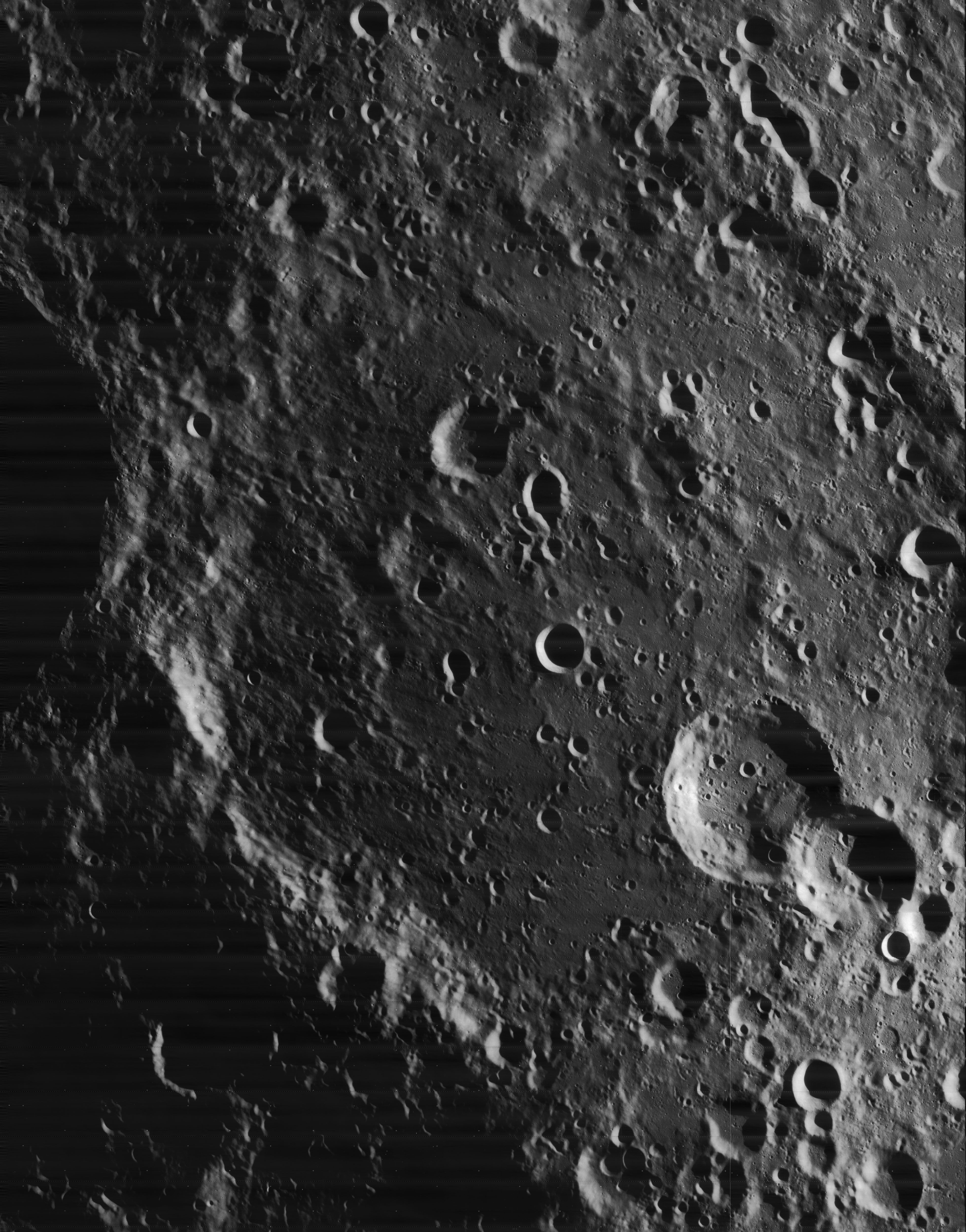
Fotografía de la misión Lunar Orbiter 4 (1967)

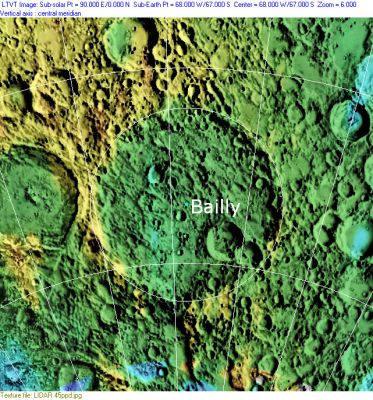
Imagen de radar del cráter

Bailly es un cráter de impacto lunar que se encuentra cerca de la extremidad suroeste de la Luna. El ángulo de visión oblicua da al cráter un aspecto en escorzo, y su ubicación cerca del límite visible puede limitar su visibilidad debido a la libración. El momento más favorable para la visualización de este elemento se encuentra cerca de la luna llena, cuando el terminador está cruzando la pared del cráter.

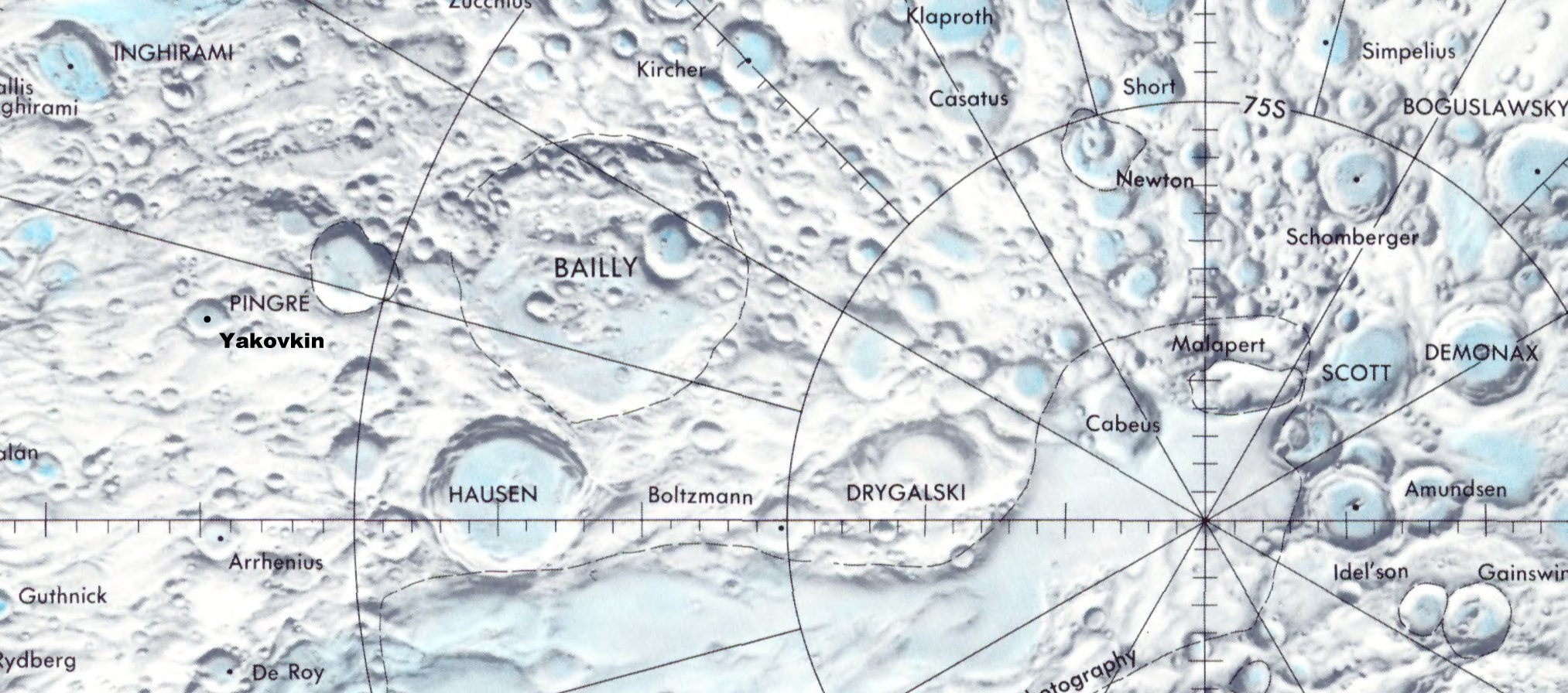
Localización de Bailly, en el entorno del polo sur lunar (cerca del centro de la mitad izquierda de la imagen)

Este es el mayor cráter del lado visible de la Luna. Su área es comparable en tamaño a un pequeño mare. Se encuentra al norte del cráter Le Gentil y al este de Hausen. Más hacia el oeste de Bailly están los Montes Dörfel (cuyo nombre no es oficial).
El irregular suelo del cráter Bailly se ha mantenido libre de inundaciones de lava, y está cubierto con una multitud de crestas y cráteres. Todo el cráter ha sido desgastado, y las rampas exteriores están erosionadas por innumerables impactos. El posible pico central no es discernible. Debido a su condición actual, los observadores han calificado a este cráter como un "campo de ruinas '.
Su parte sureste es el emplazamiento de dos cráteres notables, designados Bailly A y Bailly B que se superponen entre sí. Bailly A atraviesa el borde de la pared montañosa de Bailly.
El tamaño y el estado desgastado de este cráter indican una edad que se estima en más de 3 mil millones de años como parte del Período Nectárico.

## Cráteres satélite
Por convención estos elementos son identificados en los mapas lunares poniendo la letra en el lado del punto medio del cráter que está más cerca de Bailly.
|        | \| Bailly \| Coordenadas \| Diámetro \| \| ------ \| -------------------------------- \| -------- \| \| A \| 69°17′S 59°34′O / -69.28, -59.57 \| 43 km \| \| B \| 68°44′S 63°15′O / -68.74, -63.25 \| 62 km \| \| C \| 65°47′S 70°20′O / -65.79, -70.34 \| 19 km \| \| D \| 65°15′S 72°23′O / -65.25, -72.38 \| 27 km \| \| E \| 62°27′S 65°45′O / -62.45, -65.75 \| 16 km \| \| F \| 67°28′S 69°35′O / -67.46, -69.59 \| 17 km \| \| G \| 65°38′S 59°28′O / -65.63, -59.47 \| 19 km \| \| H \| 63°34′S 62°35′O / -63.57, -62.59 \| 13 km \| \| K \| 62°44′S 76°43′O / -62.73, -76.71 \| 19 km \| \| L \| 60°43′S 71°08′O / -60.71, -71.13 \| 21 km \| \| M \| 61°10′S 67°31′O / -61.16, -67.51 \| 20 km \| \| N \| 60°32′S 63°41′O / -60.53, -63.68 \| 11 km \| \| O \| 69°35′S 56°55′O / -69.59, -56.92 \| 19 km \| \| P \| 59°34′S 60°40′O / -59.57, -60.67 \| 14 km \| \| R \| 64°40′S 79°11′O / -64.66, -79.18 \| 17 km \| \| T \| 66°29′S 73°50′O / -66.49, -73.83 \| 19 km \| \| U \| 71°14′S 76°02′O / -71.24, -76.03 \| 24 km \| \| V \| 71°55′S 81°27′O / -71.91, -81.45 \| 32 km \| \| Y \| 61°02′S 65°36′O / -61.04, -65.60 \| 14 km \| \| Z \| 60°13′S 65°52′O / -60.22, -65.86 \| 13 km \| |          |
| Bailly | Coordenadas | Diámetro |
| A      | 69°17′S 59°34′O / -69.28, -59.57 | 43 km    |
| B      | 68°44′S 63°15′O / -68.74, -63.25 | 62 km    |
| C      | 65°47′S 70°20′O / -65.79, -70.34 | 19 km    |
| D      | 65°15′S 72°23′O / -65.25, -72.38 | 27 km    |
| E      | 62°27′S 65°45′O / -62.45, -65.75 | 16 km    |
| F      | 67°28′S 69°35′O / -67.46, -69.59 | 17 km    |
| G      | 65°38′S 59°28′O / -65.63, -59.47 | 19 km    |
| H      | 63°34′S 62°35′O / -63.57, -62.59 | 13 km    |
| K      | 62°44′S 76°43′O / -62.73, -76.71 | 19 km    |
| L      | 60°43′S 71°08′O / -60.71, -71.13 | 21 km    |
| M      | 61°10′S 67°31′O / -61.16, -67.51 | 20 km    |
| N      | 60°32′S 63°41′O / -60.53, -63.68 | 11 km    |
| O      | 69°35′S 56°55′O / -69.59, -56.92 | 19 km    |
| P      | 59°34′S 60°40′O / -59.57, -60.67 | 14 km    |
| R      | 64°40′S 79°11′O / -64.66, -79.18 | 17 km    |
| T      | 66°29′S 73°50′O / -66.49, -73.83 | 19 km    |
| U      | 71°14′S 76°02′O / -71.24, -76.03 | 24 km    |
| V      | 71°55′S 81°27′O / -71.91, -81.45 | 32 km    |
| Y      | 61°02′S 65°36′O / -61.04, -65.60 | 14 km    |
| Z      | 60°13′S 65°52′O / -60.22, -65.86 | 13 km    |